# Cuexcomate (Puebla)
El Cuexcomate es una pequeña eminencia ubicada en Puebla de Zaragoza, en el estado mexicano del mismo nombre. Ha adquirido fama con el mote turístico de «el volcán más pequeño del mundo», aunque en realidad se trata de un géiser inactivo.

## Descripción
El nombre proviene del náhuatl cuezcomatl, que significa "almacén", "Lugar para Guardar" o "troje". Este nombre se aplica también a ciertos graneros de factura artesanal, típicos del estado de Morelos.

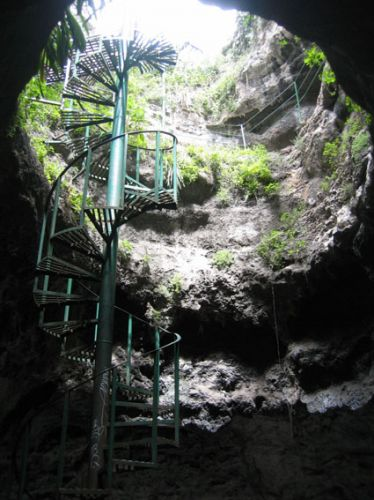
Escaleras para descender al interior del Cuexcomate

El Cuexcomate se localiza en la Plaza el Cuexcomate, el zócalo de la junta auxiliar La Libertad, en la ciudad de Puebla. Cuenta con una altura de 13 metros sobre el nivel de la plaza. El diámetro exterior del cono es de 23 metros, mientras que el cráter cuenta con un diámetro de 8 metros. El peso del cono se ha estimado en 400 toneladas. Hay unas escaleras metálicas en espiral con las que se puede descender al interior del cono. Al fondo, se encuentra agua sulfurosa que proviene de cavernas no exploradas.
Presumiblemente, el Cuexcomate se formó en el año de 1064. Una erupción del volcán Popocatépetl habría activado la circulación de aguas termales que se abrieron paso entre la roca calcárea del Mesozoico, dando origen al géiser. Por ese motivo, el Cuexcomate se compone de calcita en un 99%, que difiere del típico sílice opalino llamado geiserita.

## Atracción turística

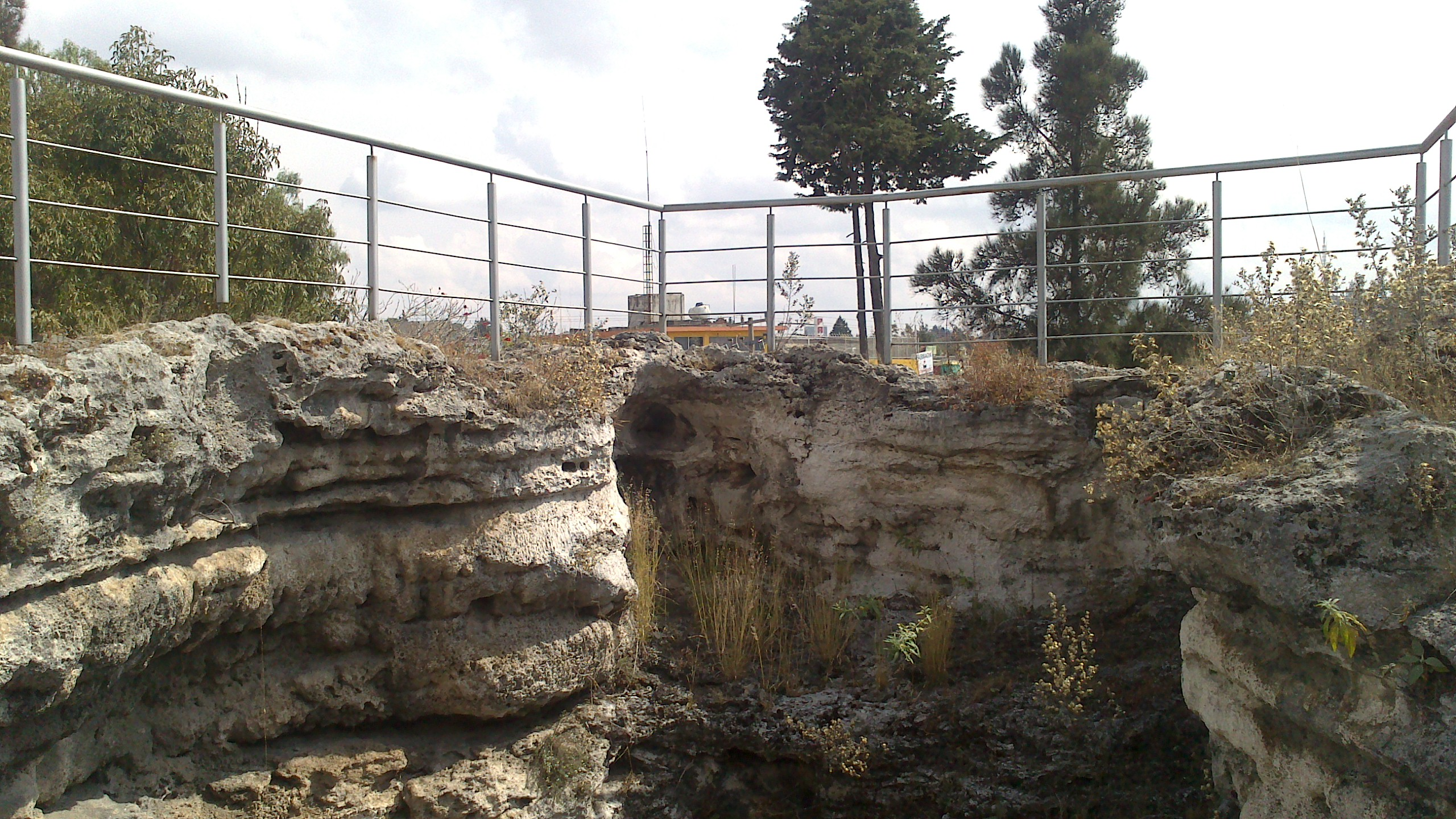
Detalle de la cima

Después de descuidar su estado por décadas, en años recientes el gobierno local ha promocionado al Cuexcomate como atracción turística. Hoy en día recibe entre 500 y 1500 turistas por semana. Algunos vecinos hacen de guías turísticos, contando las leyendas sobre la formación del géiser y señalando supuestas formas reconocibles en la roca.